# Наталовский сельский совет (Солонянский район)
Наталовский сельский совет (укр. Наталівська сільська рада) — входит в состав
Солонянского района
Днепропетровской области
Украины.
Административный центр сельского совета находится в 
с. Наталовка.

## Населённые пункты совета
- с. Наталовка
- с. Барвинок
- с. Незабудино
- с. Хижино